# Мата-Алагоана (микрорегион)

Мата-Алагоана на карте.

Мата-Алагоана (порт. Microrregião da Mata Alagoana) — микрорегион в Бразилии, входит в штат Алагоас. Составная часть мезорегиона Восток штата Алагоас. Население составляет 301 464 человека (на 2010 год). Площадь — 3949,779 км². Плотность населения — 76,32 чел./км².

## Демография
Согласно сведениям, собранным в ходе переписи 2010 г. Национальным институтом географии и статистики (IBGE), население микрорегиона составляет:						
| Полное население                             | Полное население                             | Полное население                             | Полное население                             | 301 464 |
| -------------------------------------------- | -------------------------------------------- | -------------------------------------------- | -------------------------------------------- | ------- |
| в том числе:                                 | Городское население                          | 215 379                                      | Процент городского населения, %              | 71,44   |
|                                              | Сельское население                           | 86 085                                       | Процент сельского населения, %               | 28,56   |
|                                              | Мужское население                            | 150 702                                      | Процент мужского населения, %                | 49,99   |
|                                              | Женское население                            | 150 762                                      | Процент женского населения, %                | 50,01   |
| Плотность населения, чел/км²                 | Плотность населения, чел/км²                 | Плотность населения, чел/км²                 | Плотность населения, чел/км²                 | 76,32   |
| Население микрорегиона в % к населению штата | Население микрорегиона в % к населению штата | Население микрорегиона в % к населению штата | Население микрорегиона в % к населению штата | 9,66    |

## Состав микрорегиона
В составе микрорегиона включены следующие муниципалитеты:
1. Аталая
2. Бранкинья
3. Кажуэйру
4. Кампестри
5. Капела
6. Колония-Леополдина
7. Флешейрас
8. Жакуипи
9. Жоакин-Гомис
10. Жундия
11. Матрис-ди-Камаражиби
12. Месиас
13. Муриси
14. Нову-Лину
15. Порту-Калву
16. Сан-Луис-ду-Китунди